# Douglas Aigre
Douglas Aigre (Paris, 13 mars 1851 - Boulogne-sur-Mer, 3 mai 1912) est un homme politique, maire de Boulogne-sur-Mer de 1892 à 1900.

## Vie civile
Noël Augustin Douglas Aigre est né à Paris dans l'ancien 1er arrondissement le 13 mars 1851. Il est le fils de Jean Marie Auguste Aigre, homme de lettres et de Esther Marks, sans profession. Ses parents se sont mariés en Angleterre et sont domiciliés 108 Avenue des Champs Élysées (l'original de son acte de naissance a été brûlé pendant la Commune de Paris).
Il est le neveu de Charles Aigre, imprimeur à Boulogne sur Mer entre 1874 et 1876. Charles Aigre fut entre autres l'imprimeur des Bulletins et mémoires de la Société académique de l'arrondissement de Boulogne sur Mer (bulletins et mémoires disponibles sur Gallica,). Il édita également l'Annotateur journal d'annonces judiciaires, du commerce, des arts et de la littérature qui devint en avril 1848 l'Impartial de Boulogne sur mer, organe politique de tendance bonapartiste.
Douglas Aigre épouse en premières noces Cécile Héloïse Marie Dubout à Calais le 20 janvier 1880. A cette date il est domicilié à Boulogne sur mer. Ses parents habitent Yorktown dans le Comté de Surrey en Angleterre et sont présents. Son épouse est fille d'un fabricant de tulle. Un contrat de mariage a été passé devant un notaire de Boulogne sur Mer le 17 janvier 1880. Les  témoins du marié sont un docteur en médecine, chevalier de la Légion d'Honneur, ami de l'époux et un négociant, cousin de l'époux, tous deux domiciliés à Boulogne sur Mer.
Veuf il se remarie avec Eulalie Pauline Amélie Mies, sans profession, âgée de 45 ans lors du décès de Douglas. Elle est veuve de Jean Alfred Michel décédé en 1890 à l'âge de 36 ans avec qui elle a eu une fille le 26 2 1889 Madeleine, Joséphine, Amélie Michel.
Il meurt à Boulogne sur mer le 3 mai 1912 à l'âge de 61 ans. Son décès est déclaré par deux docteurs en médecine dont un chevalier de la Légion d'Honneur. Son acte de décès retrace sa carrière et mentionne les différentes actions menées par le défunt.
Un tombeau lui fut érigé, exécuté par le marbrier boulonnais Edmond Masset. Un bas relief représente une scène (distribution de soupe) mettant en valeur son action en faveur de l'enfance ("Bienfaiteur de l'enfance") signée du sculpteur Marie Cazin et datée de 1913. Ce monument est classé à l'Inventaire général du patrimoine culturel .
Une rue de Boulogne sur mer reçoit son nom en 1929.
Il était l'ami d'Auguste Angellier, ex doyen de la faculté de lettres de Lille, et habitant Boulogne sr Mer.

## Carrière médicale
Douglas Aigre est reçu docteur en médecine en 1879. 
Il est interne aux hôpitaux de Paris.
Il traduit de l'anglais des ouvrages de médecine relatifs aux maladies de la langue, aux affections nerveuses (voir ci dessous).
Il est nommé en 1881 médecin de l'hôpital Saint Louis de Boulogne sur mer où il dirige le service des enfants. Il est également médecin du collège, de la prison, et du chemin de fer du Nord.
Douglas Aigre est médecin légiste de 1881 à 1895.
Puis il est professeur aux cours de l'Union des jeunes de France
Il obtient en 1892 la médaille d'argent pour son attitude pendant l'épidémie de choléra de cette même année. Cette épidémie fit 42 morts.
La même année il est Président de l'exposition d'hygiène de Boulogne sur Mer.

## Carrière politique
Selon Yves-Marie Hilaire, Douglas Aigre est "le type même du bon maire médecin de la IIIe République".
Douglas Aigre est d'abord conseiller municipal de Boulogne sur Mer de 1886 à 1892 puis maire de 1892 à 1900.
Il est également Directeur du bureau municipal de l'hygiène.
Il occupe en outre les fonctions de Président des Sociétés de secours mutuel du Pas-de-Calais et du Boulonnais, de la société de secours mutuel entre les marins, de la société scolaire de secours mutuel et de retraite, de l'œuvre de la Goutte de lait destinée à améliorer l'alimentation des nourrissons, de la Société des Habitations à bon marché, de la Ligue du coin de terre et du foyer.
Douglas Aigre exerce également en tant que Vice Président du Conseil d'Administration des Orphelinats catholiques Beaucerf . L'affaire Beaucerf consistait en orphelinats catholiques légués à la municipalité:  Douglas Aigre fit accepter ce legs par celle ci, non sans difficultés à cette époque où une partie de la classe politique se montrait ouvertement anticléricale.
Il est membre du Bureau d'Administration et de l'Association des anciens élèves du Collège.
Douglas Aigre encourage en tant que maire la création en 1893 de cantines scolaires au moyen de subventions municipales. Il poursuit l'opération déjà commencée d'assainissement de la ville en développant le réseau des égouts.
À partir de 1898, il organise la location de jardins ouvriers sur des terrains achetés par la mairie.
La même année, il inaugure le monument du Souvenir français destiné à rappeler le sacrifice des Boulonnais lors des guerres récentes : 26 lors de la guerre de Crimée, 29 pendant la guerre franco-allemande de 1870 sans oublier 38 autres lors de l'expédition du Mexique et aux colonies.
Dans le concert d'appréciations positives sur Douglas Aigre, il faut cependant relever une note discordante : il s'agit des dénigrements de son action alors qu'il est maire de Boulogne sur Mer dans un mensuel intitulé "L'écho des syndicats", paraissant à Boulogne sur Mer. Le journal se présente comme entièrement rédigé par des ouvriers et se veut l'organe des revendications ouvrières de Boulogne et des environs. Seule l'année 1898 est disponible en ligne, mais dans quasiment chaque numéro la gestion du Docteur Aigre est remise en cause sous diverses accusations : action insuffisante pour l'hygiène de la ville, politique de classe défavorisant les pauvres, etc. Sans doute faut il y voir un reflet des luttes politiques sur Boulogne sur mer à l'époque, et s'il est difficile de généraliser à partir d'une seule année, il n'en demeure pas moins que la régularité de la charge (appréciations négatives dans les numéros de février, mars, avril, mai, juillet, août, septembre, novembre, décembre) laisse entendre que les critiques de cet organisme eurent probablement une certaine constance.

## Œuvres
Douglas Aigre est l'auteur de : Étude clinique sur la métalloscopie et la métallothérapie externe dans l'anesthésie, (thèse de docteur en médecine), Versailles, Imp. Cerf et fils, 1879, réédité en 2017 par la BNF.
En 1895, il publie De la véritable atmosphère marine.
Par ailleurs il a traduit de l'anglais les ouvrages suivants :
- Docteur B. Brodie, Leçons sur les affections nerveuses locales, Paris, Bureaux du Progrès médical, 1880, réédité en 2017.
- Dr Henry T. Butlin, Maladies de la langue, Paris, Lecrosnier, 1889, réédité en 2017.
- Lennox Browne, Traité des maladies du larynx, du pharynx et des fosses nasales, Paris, Bailliére, 1891[13].
- Samuel Osborn,  Premiers secours à donner aux malades et aux blessés, 1894.
- F.W. Pavy,  Les Hydrates de carbone, leur transformation. Étude de physiologie pathologique. Considérations sur le diabète et son traitement, 1908

## Distinctions
Douglas Aigre fut fait chevalier de la Légion d'Honneur le 21 septembre 1899 sur proposition du Ministre de l'Intérieur. Il fut décoré par le Président de la République lui-même (Emile Loubet). Il était également Officier d'Académie.